# Муртаза Ширази
Аятолла́ Сейи́д Муртаза́ ибн Муха́ммад Хусейни́ Ширази́ (р. 1964, Кербела, Ирак) — шиитский богослов и религиозный авторитет. Он родился в Кербеле (Ирак) в 1965 году, его отцом был великий аятолла Мухаммад Ширази. Муртаза Ширази получил всестороннее религиозное образование. Он является автором свыше десятка книг и нескольких сотен статей. Наиболее известное произведение Ширази — «Шура аль-Фукаха» («Совет богословов»). В 1995 году аятолла Муртаза Ширази был арестован правительством Ирана и провел в тюрьме восемнадцать месяцев, после чего бежал в Сирию.